# Marmeaux
Marmeaux ist eine französische Gemeinde mit 84 Einwohnern (Stand: 1. Januar 2022) im Département Yonne in der Region Bourgogne-Franche-Comté (vor 2016 Bourgogne) im Osten Frankreichs. Die Gemeinde gehört zum Arrondissement Avallon und zum Kanton Chablis (bis 2015 Guillon). 

## Geografie
Marmeaux liegt etwa 58 Kilometer ostsüdöstlich von Auxerre. Umgeben wird Marmeaux von den Nachbargemeinden Châtel-Gérard im Norden, Santigny im Süden und Osten sowie Talcy im Westen.

## Einwohnerentwicklung
| Jahr                      | 1962 | 1968 | 1975 | 1982 | 1990 | 1999 | 2006 | 2013 |
| ------------------------- | ---- | ---- | ---- | ---- | ---- | ---- | ---- | ---- |
| Einwohner                 | 118  | 91   | 84   | 67   | 67   | 83   | 78   | 82   |
| Quelle: Cassini und INSEE |      |      |      |      |      |      |      |      |

## Sehenswürdigkeiten
- Kirche Saint-Michel aus dem 12. Jahrhundert

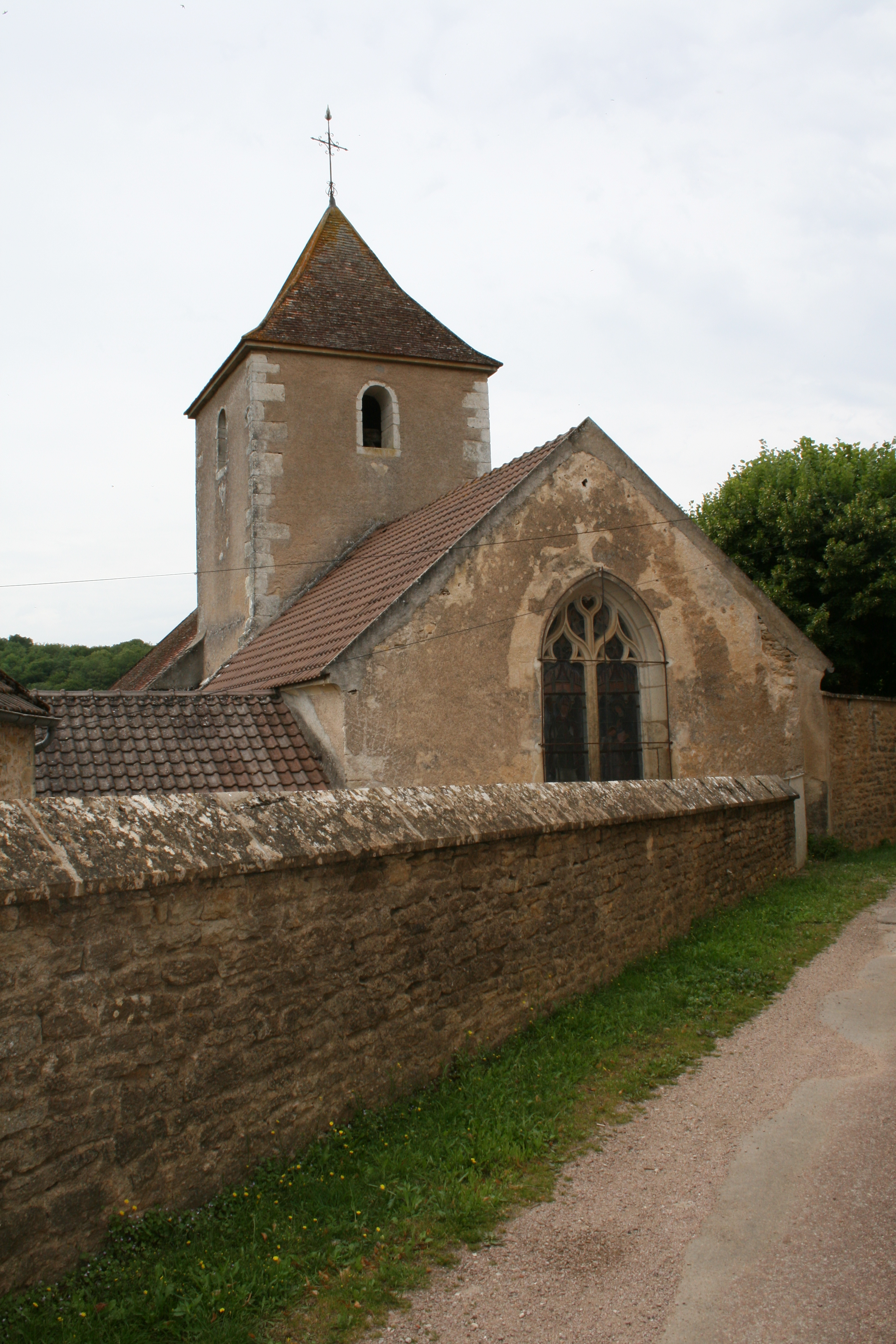
Kirche Saint-Michel